# UFC 80
UFC 80: Rapid Fire foi um evento de artes marciais mistas promovido pelo Ultimate Fighting Championship, ocorrido em 19 de janeiro de 2008, em Newcastle, na Inglaterra. Teve como luta principal o confronto entre B.J. Penn contra Joe Stevenson valendo o Cinturão Peso Leve do UFC.

## Resultados
Nota ! Pelo Cinturão Peso-Leve do UFC.

## Bônus da Noite
- Luta da Noite:  Paul Taylor vs.  Paul Kelly
- Nocaute da Noite:  Wilson Gouveia
- Finalização da Noite:  B.J. Penn

## Ligações Externas
Site oficial do evento (em inglês)
1. ↑  Nota 1